# سوآوینا است
سوآوینا است (به لاتین: Soavina Est) یک منطقهٔ مسکونی در ماداگاسکار است که در نوسی واریکا واقع شده‌است. سوآوینا است ۳۳٫۳۵۲ نفر جمعیت دارد و ۱۴۲ متر بالاتر از سطح دریا واقع شده‌است.